# Karutzsee
Der Karutzsee ist ein 9,54 Hektar großer See auf der Gemarkung der Stadt Erkner, Landkreis Oder-Spree.

## Lage, Geschichte und Nutzung
Der See befindet sich zwischen den beiden Wohnplätzen Neu Buchhorst im Westen und Karutzhöhe im Osten. Er war ursprünglich Teil des Erkneraner Kurparks. An seinem Ufer wurde zeitweilig Wein angebaut. Die Wassertiefe beträgt zwischen 0,50 und 1,50 m. Der See wird für den Angelsport genutzt; im Gewässer kommen Hecht und Schlei vor.

## Literarische Rezeption

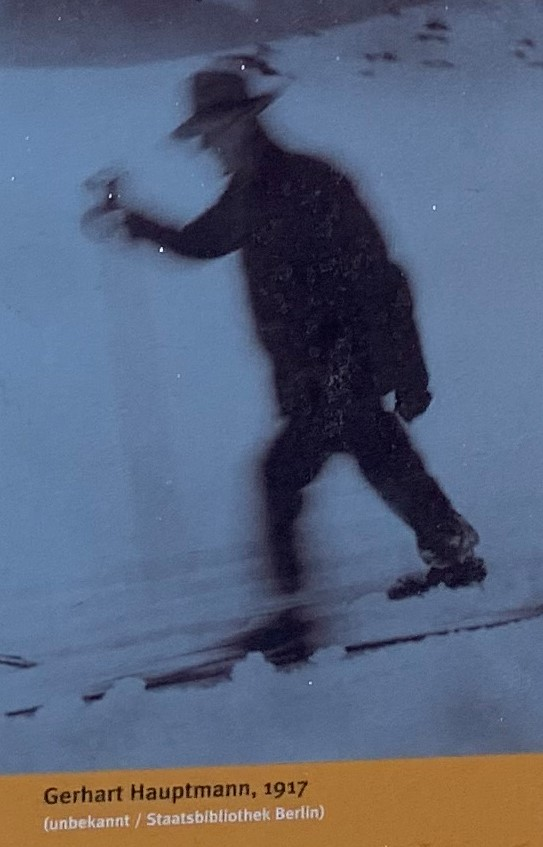
Gerhart Hauptmann auf dem Karutzsee, 1917

Dem deutschen Dramatiker und Schriftsteller Gerhart Hauptmann diente der See als Inspiration für eines seiner wenigen lebensfrohen Gedichte, das den Titel Eislauf trägt. Das Gewässer war oft Ziel seiner Wanderungen. Im Winter war er mitunter als Schlittschuhläufer auf dem Eis zu sehen, was bei der Dorfbevölkerung „Verwunderung und Argwohn“ hervorrief. Neben dem Gedicht scheint der See auch zum Ende seines Romans Wanda auf.
Eislauf (1888)
Auf spiegelndem Teiche

zieh´ ich spiegelnde Gleise.

Der Kauz ruft leise.

Der Mond, der bleiche,

liegt über dem Teiche.

Im raschelnden Schilfe,

da weben die Mären,

da lachet der Sylphe

in silbernen Zähren,

tief innen im Schilfe.

Hei, fröhliches Kreisen,

dem Winde befohlen!

Glückseliges Reisen,

die Welt an den Sohlen,

in eigenen Kreisen!

Vergessen, vergeben,

im Mondlicht baden;

hingaukeln und schweben

auf nächtigen Pfaden!

Sich selber nur leben!

 